# Beau Brummel
Beau Brummel er en amerikansk stumfilm fra 1913 af James Young.

## Medvirkende
- James Young som Beau Brummel.
- Clara Kimball Young som Helen Ballarat.
- Charles Chapman.
- Julia Swayne Gordon som en Duchess.
- Edwin R. Phillips som Lord Ballarat.